# Maurice Bourgue
Maurice Bourgue (Aviñón, 6 de noviembre de 1939-6 de octubre de 2023) fue un oboísta, compositor y director de orquesta francés.

## Biografía
Realizó sus estudios en el Conservatorio Nacional Superior de Música de París, siendo alumno en la asignatura de música de cámara de [Fernand Oubradous. Desde sus comienzos destacó en el uso del oboe, y prueba de ello son un primer premio de oboe obtenido en un concurso en el año 1958. También ganó el Concurso Internacional de Música ARD en Múnich (1967), el Festival Internacional de Música de Primavera de Praga (1968) y Budapest (1970).
En 1967 fue llamado a formar parte de la Orquesta de París por Charles Munch, donde actuaría durante los siguientes trece años como oboe solista. Asimismo, continuó con su formación como solista, tocando bajo la dirección de prestigiosos directores como Daniel Barenboim o Claudio Abbado, entre otros, así como también dio comienzo a su actividad como director de orquesta, primero en Francia y posteriormente también en el extranjero.
Fue director musical de la Academia Internacional de Música de Cámara Sándor Végh, y desempeñó labores como profesor en los conservatorios de París y Ginebra. Además, ha impartido clases magistrales en Budapest, Jerusalén, Kyoto, Lausanne, Londres, Moscú o Oslo.
Ha grabado discos para EMI, DECCA, DGG, Nimbus, Verany, Calliope, NipponColumbia y Philips, y a lo largo de su carrera ha recibido numerosos galardones como los Grand Premio de la Academia Charles Cros.